# One (álbum de Planetshakers)
One (en español: Uno) es un álbum de Planetshakers. Durante 12 años fue Planetshakers una conferencia de la juventud celebrada en diferentes ciudades de Australia. En abril de 2009, todas las generaciones se reunieron en Melbourne para la Conferencia "ONE" de Planetshakers.

## Historia
Grabado en cuatro días y noches en Hisense Arena, este álbum captura el sonido de todas las generaciones. 
Incluye canciones de alabanza "Get Up", "No Compromise" de transición, y los himnos de culto "Like a Fire" y "Lift You High".
También se incluye Planetshakers Conference de Apertura 2009, la Predicación de John Bevere, Glen Berteau, Reggie Dabbs, Russell y Sam Evans, así como destacados Conferencistas y Culto Interactive.

## Temas
- Get Up (4:32)
- No Compromise (4:14)
- Rejoice In You (4:27)
- Like A Fire (9:49)
- Lift You High (5:48)
- Holy Spirit Come (7:09)
- Dance Now (3:28)
- You Are Good (5:29)
- Wonderful Saviour (7:51)
- Deeper (6:31)
- Glory Forever (7:30)
- Get Up (Remix) (3:05)

## Integrantes de la banda
Vocals
- Samantha Evans
- Rudy Nikkerud
- Chelsi Nikkerud

Electric Guitars
- Joth Hunt
- Henry Seeley
- Zach Kellock

Drums
- Andy Harrison
- Mike Webber

Bass Guitar
- Josh Ham